# Jitka Hanzlová
Jitka Hanzlová (* 1958 in Náchod, ehem. ČSSR) ist eine tschechische Fotokünstlerin.

## Leben
Hanzlová wuchs auf in Rokytník, einem Dorf in Ostböhmen. Von 1978 an arbeitete sie beim Staatsfernsehen in Prag. 1982 flüchtete Hanzlová aus Prag und beantragte politisches Asyl in der Bundesrepublik Deutschland. 1987 begann sie das Studium der Visuellen Kommunikation an der Universität-Gesamthochschule Essen mit Schwerpunkt Fotografie, das sie 1994 abschloss.
Von 2005 bis 2007 war sie Gastprofessorin an der Hochschule für bildende Künste Hamburg, von 2012 bis 2016 an der Zürcher Hochschule der Künste.
1989 veröffentlichte der Stern ihre erste Werkgruppe unter dem Titel Man nennt es Schule über eine Schule für Asylberechtigte. Seit 1990 arbeitet Hanzlová an Werkgruppen, in denen sie natürliche und urbane Lebensräume reflektiert. Das Kunstmagazin Art nannte sie 2023 eine der „großen Fotografinnen der Gegenwart.“

## Veröffentlichungen (Auswahl)
- 1995 Rokytník, Cahier, Centre de Photographie, Lectoure 1995
- 1996 Bewohner, Text von Gertrud Peters, Frankfurter Kunstverein, Richter Verlag, Düsseldorf 1996, 1. Edition, ISBN 3-928762-68-0
- 1997 Rokytník, Text von Leo Fritz Gruber, Schloß Hardenberg, Velbert 1997, 1. Edition, ISBN 3-926133-36-8
- 1999 Vielsalm, Sunparks Art Project, 1999
- 2000 Female, Texte von Zdenek Felix und Peter Brinkemper, Schirmer/Mosel, München 2000, ISBN 978-3-88814-845-3
- 2001 Bewohner, Text von Urs Stahel, Fotomuseum Winterthur, Winterthur 2001, 2. Edition
- 2015 Horse, Prolog von John Berger, Epilog Jitka Hanzlová, Koenig Books, London 2015, ISBN 978-3-86335-877-8
- 2018 Vanitas, Essay von Barbara Hoffman-Johnson, Koenig Books, London 2018, ISBN 978-3-96098-446-7
- 2022 Instabiles, carte blanche, No. 12. Ed. Hrsg.: Gerhard Theewen. Salon Verlag, Köln 2022, ISBN 978-3-89770-492-3

## Ausstellungen (Auswahl)
- 1995 Rokytník, Centre de Photographie, Lectoure, Frankreich
- 1996 Frankfurter Kunstverein, Frankfurt, Deutschland
- 1997 Museum Schloß Hardenberg, Velbert, Deutschland
- 1999 Photomuseum Argazki Euskal Museoa, Zaratutz, Spanien
- 2000 Galeria Raffaella Cortese, Mailand, Italien
- 2000 Female, Deichtorhallen Hamburg, Hamburg, Deutschland
- 2001 Bewohner, Fotomuseum Winterthur, Winterthur, Schweiz
- 2001 Stedelijk Museum, Amsterdam, Niederlande
- 2005/2006 Museum Folkwang, Essen, Deutschland
- 2012 Fundation Mapfre, Madrid, Spanien
- 2012/2013 National Galleries of Scotland, Scottish National Portrait Gallery, Edinburgh, UK
- 2013 Museos Gijon, Spanien
- 2018 Korrespondenzen. John Berger und Jitka Hanzlová, Gallery Peter Sillem, Frankfurt/Main, Deutschland
- 2018 Between Continuum, Fotomuseum Braunschweig und Städtische Galerie Wolfsburg
- 2019 Silences. 30 years…, National Gallery Prague, Trade Fair Palace, Prag, Tschechische Republik
- 2019 Omaggio a Leinardo, Museo della Certosa di Pavia, Pavia, Italien
- 2022 Doorway, Palazzo da Mosto, Reggio Emilia, (im Rahmen von An invincible Summer Fotografia Europea), Italien

## Gruppenausstellungen (Auswahl)
- 1996 Manifesta I, new european bienal of contemporary art, Museum Chabot, Rotterdam, Niederlande
- 1999 Another Girl, Another Planet, Lawrence Rubin, Greenberg Van Doren Fine Art, New York City, USA
- 2000 There is something you should know, EVN Sammlung, Galerie Belvedere, Wien, Österreich
- 2002 Contemporary Art Project, Seattle Art Museum, Seattle, USA
- 2004 Biennale of Photography Moscow 2004, Moscow Museum of Modern Art, Moskau, Russland
- 2004 Pingyao International Photography Show, Pingyao Photography Festival, Pingyao, China
- 2005 Nach Rokytník, EVN Sammlung, mumok Wien, Österreich
- 2006 Artist’s Choice: Herzog & de Meuron, Perception Restrained, Museum of Modern Art, New York, USA
- 2006/2007 In the Face of History. European Photographers in the 20th Century, Barbican Art Gallery, London, UK
- 2006/2007 Der Kontrakt des Fotografen, Akademie der Künste, Berlin, Deutschland
- 2007 What does the jellyfish want?, Museum Ludwig, Köln, Deutschland
- 2008 Glück – welches Glück, Deutsches Hygiene-Museum Dresden, Deutschland
- 2009 Wildnis wird Garten wird Wildnis, Sonderschau der Art Cologne, Köln 2009, kuratiert von Janos Frecot, SK Stiftung Köln, Deutschland
- 2010 Ruhrblicke, SANAA, Zeche Zollverein, RUHR.2010, Essen, Deutschland
- 2011 Cultured Nature, Stedelijk Museum, Amsterdam, Holland
- 2011 Photography Calling, Sprengel Museum Hannover, Deutschland, kuratiert von Thomas Weski
- 2012 Der Mensch und seine Objekte, Museum Folkwang Essen, Deutschland
- 2015 Faces Then, Faces Now. European Portrait Photography since 1990, Palais des Beaux-Arts de Bruxelles, Brüssel, Belgien
- 2016/2017 Mit anderen Augen – Das Portrait in der zeitgenössischen Fotografie, Kunsthalle Nürnberg, Deutschland
- 2017 Seht, da ist der Mensch / Behold the Man, Kunstmuseum Kloster Unser Lieben Frauen Magdeburg, Deutschland
- 2017 Made in Germany. German Photography from the 19th Century to Today, XieZielong Photography Art Center, Changsha, China
- 2017 The Photographic I – Other Pictures, S.M.A.K., Gent, Belgien
- 2020 Subjekt und Objekt, Kunsthalle Düsseldorf, Deutschland
- 2020 Neue Welten. Die Entdeckung der Sammlung #1, Museum Folkwang, Essen, Deutschland
- 2023 This Is Me, This Is You Die Eva Felten Fotosammlung, Museum Brandhorst, München, Deutschland

## Auszeichnungen
- 1993 Otto Steinert-Preis, Deutschland
- 2003 Grand Prix Award – Project Grant 2003, Rencontres d’Arles, Arles, Frankreich
- 2007 Paris Photo Prize for Contemporary Photography, Frankreich